# Flainval
Flainval ist eine französische Gemeinde mit 161 Einwohnern (Stand 1. Januar 2022) im Département Meurthe-et-Moselle in der Region Grand Est (vor 2016 Lothringen). Sie gehört zum Arrondissement Lunéville und zum Kanton Lunéville-1. Die Einwohner nennen sich Flainvallois(es).

## Geografie
Die Gemeinde liegt etwa 18 Kilometer südöstlich von Nancy im Süden des Départements Meurthe-et-Moselle. Flainval liegt in einem schmalen Tal und besteht aus dem Dorf Flainval und wenigen Einzelgehöften. Nachbargemeinden sind Crévic im Norden und Nordosten, Anthelupt im Osten und Südosten, Hudiviller im Süden, Dombasle-sur-Meurthe im Westen sowie Sommerviller im Nordwesten.

## Geschichte
Der Ort wurde 1445 unter dem Namen Fleinvalz erstmals in einem Dokument erwähnt. Flainval gehörte zur Vogtei (Bailliage) Crévic und somit zum Herzogtum Lothringen, das 1766 an Frankreich fiel. Bis zur Französischen Revolution lag die Gemeinde dann im Grand-gouvernement de Lorraine-et-Barrois. Im Ersten Weltkrieg wurde der Ort völlig zerstört. Von 1793 bis 1801 war die Gemeinde dem Distrikt Lunéville zugeteilt. Flainval wechselte mehrfach den Kanton. Von 1793 bis 1801 war sie Teil des Kantons Crévic, von 1801 bis 2015 des Kantons Lunéville-Nord und seither des Kantons Lunéville-1. Seit 1801 ist Drouville zudem dem Arrondissement Lunéville zugeordnet. Die Gemeinde lag bis 1871 im alten Département Meurthe.

## Bevölkerungsentwicklung
| Jahr                       | 1962 | 1968 | 1975 | 1982 | 1990 | 1999 | 2007 | 2019 |
| Einwohner                  | 125  | 90   | 112  | 124  | 133  | 160  | 197  | 203  |
| Quellen: Cassini und INSEE |      |      |      |      |      |      |      |      |

## Verkehr
Flainval liegt nahe der Bahnstrecke von Lunéville nach Nancy. In der Nachbargemeinde Dombasle-sur-Meurthe gibt es eine Haltestelle. Die N333 (regionaler Teil der N4 Paris-Nancy-Strassburg) führt südlich der Gemeinde vorbei. Der nächste Vollanschluss ist in der Nachbargemeinde Hudiviller. Für den regionalen Verkehr ist die D20 wichtig, die durch das Dorf führt.

## Sehenswürdigkeiten
- Dorfkirche Saint-Gérard aus dem 19. Jahrhundert
- Denkmäler und Gedenkplatte für die Gefallenen[2][3][4]

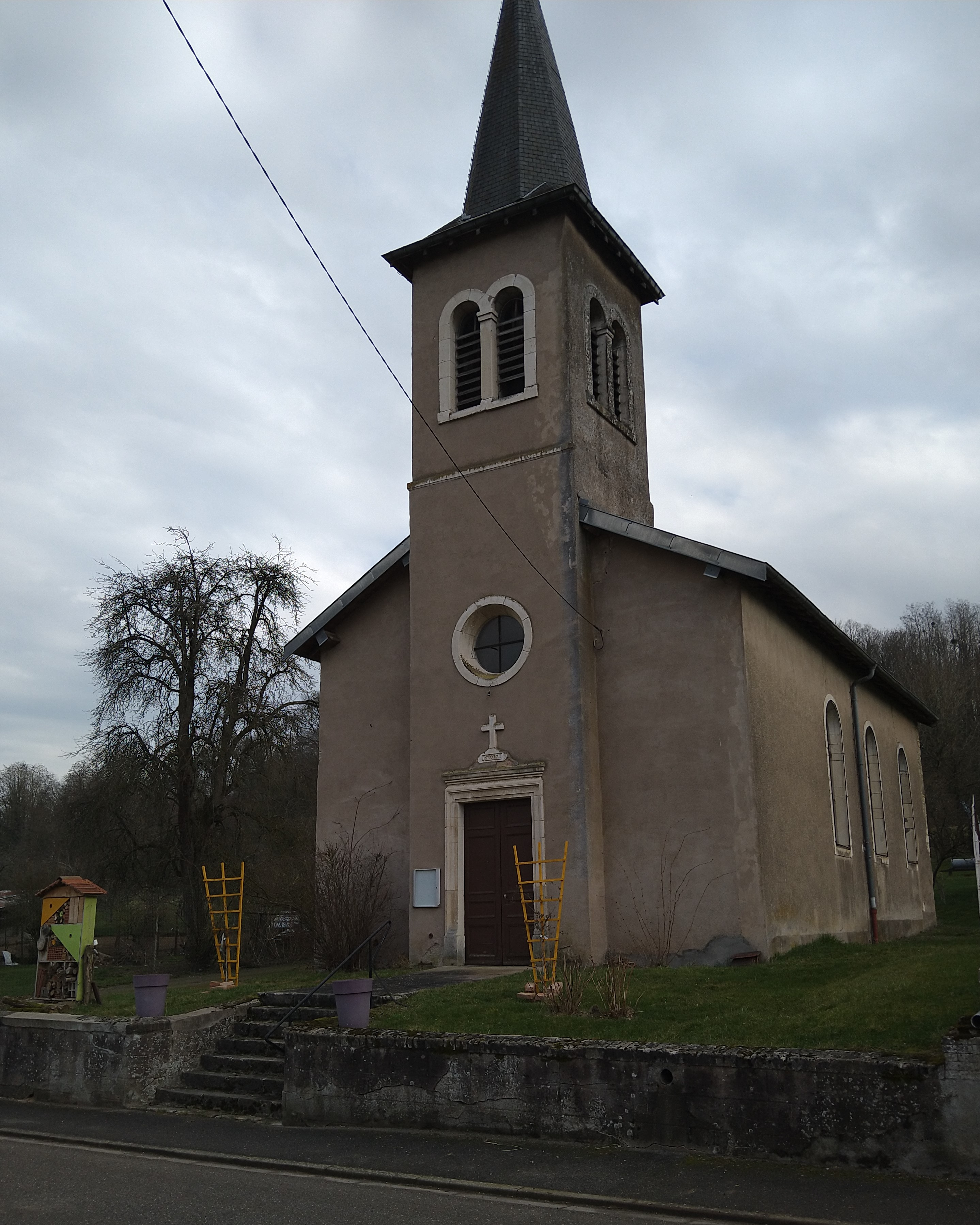
Kirche Saint-Gératd